# Benito Hortelano Balvo
Benito Hortelano Balvo (Chinchón, provincia de Madrid, 3 de abril de 1819 - Buenos Aires, 13 de marzo de 1871), periodista, editor y escritor español.

## Biografía
Sus padres eran agricultores, y en la agricultura trabajó hasta los diecisiete años, cuando se traslada a Madrid, donde ejerce distintos oficios. Se dedica al periodismo y se implica políticamente en el Partido Liberal, apoyando al general Baldomero Espartero y luchando contra el general Narváez. 
Colaboró con el filósofo y teólogo Jaime Balmes en la publicación de varios de sus libros, y cuenta en sus Memorias que conoció a la poetisa cubana Gertrudis Gómez de Avellaneda. Participó en la revolución de Madrid del 7 de mayo de 1848 y, por motivos políticos y económicos, tuvo que exiliarse embarcándose hacia Buenos Aires, donde alcanzó cierta notoriedad en el campo del periodismo y la edición. Fue uno de los fundadores de la "Sociedad Tipográfica Bonaerense"
Publicó en Buenos Aires la Revista España y un Tratado de Tipografía y en el año 1860 escribió sus Memorias que publicó la Editorial Espasa-Calpe en el año 1936. En estas memorias dejó sus recuerdos de niñez en su Chinchón natal y un resumen de su ajetreada vida que da cabida a excelentes noticias sobre las publicaciones de su tiempo.